# Hesperocyclops
Hesperocyclops – rodzaj widłonogów z rodziny Cyclopidae. Nazwa naukowa tego rodzaju skorupiaków została opublikowana w 1984 roku przez biologa Hansa-Volkmara Herbsta.

## Podział systematyczny
Do rodzaju należą następujące gatunki:
- Hesperocyclops herbsti Rocha C.E.F. & Bjornberg M.H.G.C., 1987
- Hesperocyclops improvisus Herbst, 1984
- Hesperocyclops inauditus Dussart & Frutos, 1986
- Hesperocyclops pescei Petkovski, 1988
- Hesperocyclops stocki (Pesce, 1985)
- Hesperocyclops transsaharicus (Lamoot, Dumont & Pensaert, 1981)
- Hesperocyclops venezuelanus Galassi & Pesce, 1992